# Křížová cesta (Studánka)
Křížová cesta ve Studánce se nachází přibližně 800 metrů východně od obce Chábory v okrese Rychnov nad Kněžnou v katastru Domašína, který je administrativně částí města Dobrušky.

## Historie
Křížová cesta byla postavena z iniciativy kaplana Pavla Rozínka ze zámku Skalka a vysvěcena byla roku 1904 děkanem domašínským. Tvoří ji čtrnáct zastavení v podobě kamenných kapliček. Cesta vede lesem, nad srázem nad potokem vytékajícím ze studánky, a končí sestupem k Božímu hrobu, který byl vysvěcen roku 1905 a ve kterém je osazen kámen ze zaniklého hradu v Cháborech. Na všech čtrnácti zastaveních jsou osazeny litinové reliéfy s propracovanými detaily, mají namodralé pozadí, postavy jsou barvy bronzové.
Zajímavosti
Stejné litinové reliéfy se nacházejí v Rokoli, kde jsou reliéfy natřené bíle a svatozáře na nich zlatě, a v Suchém Dole u Police nad Metují, kde jsou reliéfy natřené nahnědo.

### Lázně Studánka
V roce 1699 ve Studánce v lese Včelný podle pověsti došlo k zázračnému uzdravení slepého dobrušského sládka Jana Tmeje. Léčivost vody byla poté odborně zkoumána a v roce 1741 byly její blahodárné účinky na zdraví potvrzeny lékařskou komisí. Od té doby byla Studánka vyhledávaným poutním místem. Ještě v 18. století lázně zanikly, ale na počátku 19. století byly obnoveny. Definitivně zanikly ve 30. letech 20. století, roku 1950 byla zrušena hospoda sloužící k občerstvení poutníků.
Kaple Panny Marie
Kaple Panny Marie byla postavena roku 1755 na místě dřevěného přístřešku, který přibližně od roku 1699 chránil pramen. Vystavěli ji opočenští Colloredo-Mansfeldové jako zděnou stavbu. O pět let později u ní byla postavena socha svatého Jana Nepomuckého. Roku 1854 byla kaple přestavěna, poté roku 1902 opět přestavěna jako zděná klasicistní kaple.